# Campionato europeo a squadre di scacchi

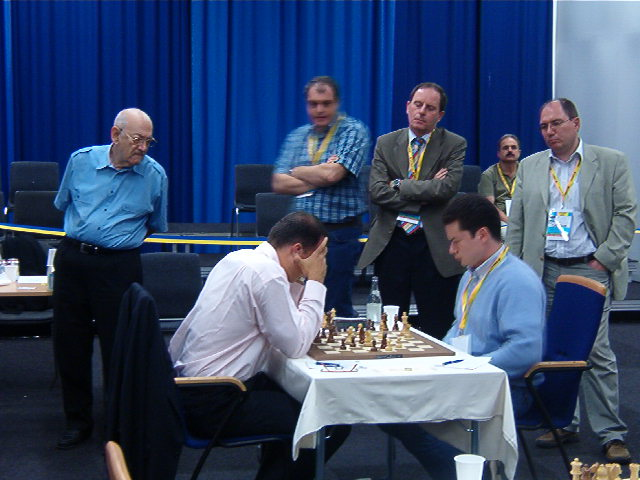
Il campionato del 2005 a Göteborg: Sokolov (Paesi Bassi) gioca contro Lautier (Francia). Osserva (in alto a sinistra) Viktor Korčnoj

Il campionato europeo a squadre di scacchi è un torneo scacchistico organizzato dalla European Chess Union che si svolge ogni due anni. Vi possono partecipare tutte le nazioni che sono incluse nelle zone europee della FIDE, che comprendono l'Europa, la Russia, le repubbliche del Caucaso (Armenia, Azerbaigian e Georgia), la Turchia e Israele. La vincente acquista il diritto a partecipare al campionato del mondo a squadre.

## Storia e formato
Il campionato venne ideato all'inizio degli anni Cinquanta, con l'obiettivo di riempire con un evento internazionale gli anni in cui non si tenevano le Olimpiadi. La prima edizione si tenne nel 1957: erano previsti dei gironi preliminari dai quali si sarebbero qualificate quattro squadre, che si sarebbero affrontate in un doppio girone all'italiana; ogni squadra era composta da dieci giocatori. Nelle prime edizioni il campionato si svolse a intervalli di quattro (con l'eccezione del 1969, quando fu posposta all'anno successivo): il formato rimase sostanzialmente lo stesso, sebbene il numero dei partecipanti alla finale fu ampliato prima a sei (già nella seconda edizione) e poi a otto (nel 1970), contestualmente al passaggio dal doppio al singolo girone all'italiana. Nel 1973 il numero di giocatori per squadra fu ridotto ad otto, e nel 1977 l'intervallo tra due campionati fu ridotto a tre anni.
L'edizione del 1986 venne cancellata, mentre quella del 1989 vide un drastico cambiamento: venne adottato il sistema svizzero, che permetteva di far competere un maggior numero di nazioni direttamente in finale, e il numero di scacchisti per squadra fu abbassato a sei, per poi essere portato a quattro nel 1992, edizione in cui fu introdotto anche il torneo femminile. Il campionato successivo si tenne dopo cinque anni, nel 1997, quando fu deciso di tenerlo ogni due anni.
L'ultimo cambiamento è avvenuto nel 2003, quando si è passati dalla classifica per game points (ovvero il punteggio di una squadra è dato dalla somma dei punteggi dei singoli giocatori) a quella per match points (ovvero ogni incontro tra due squadre è considerato come un'unica "partita", che può essere vinta, persa o pareggiata a seconda del punteggio). Oltre alla vittoria della Coppa Europa, recentemente sono stati anche aggiunti premi (medaglie d'oro, d'argento e di bronzo) per le migliori prestazioni individuali, sul modello delle Olimpiadi.

## Vincitori

### Torneoopen
| Data                             | Sede[2]    | Squadra vincitrice[3]   | Secondo posto     | Terzo posto           |
| -------------------------------- | ---------- | ----------------------- | ----------------- | --------------------- |
| 22-28 agosto 1957                | Vienna     | Unione Sovietica (41)   | Jugoslavia (34)   | Cecoslovacchia (24,5) |
| 20 giugno - 2 luglio 1961        | Oberhausen | Unione Sovietica (74,5) | Jugoslavia (58,5) | Ungheria (53)         |
| 5-17 giugno 1965                 | Amburgo    | Unione Sovietica (66)   | Jugoslavia (57)   | Ungheria (57)         |
| 9-18 maggio 1970                 | Kapfenberg | Unione Sovietica (52,5) | Ungheria (41)     | Germania Est (39,5)   |
| 6-14 luglio 1973                 | Bath       | Unione Sovietica (40,5) | Jugoslavia (34)   | Ungheria (33)         |
| 13-24 aprile 1977                | Mosca      | Unione Sovietica (41,5) | Ungheria (31)     | Jugoslavia (30)       |
| 19-27 gennaio 1980               | Skara      | Unione Sovietica (36,5) | Ungheria (29)     | Inghilterra (28,5)    |
| 23 giugno - 3 luglio 1983        | Plovdiv    | Unione Sovietica (38)   | Jugoslavia (33)   | Ungheria (31)         |
| 23 novembre - 3 gennaio 1989     | Haifa      | Unione Sovietica (36)   | Jugoslavia (33)   | Germania Ovest (31,5) |
| 20-30 novembre 1992              | Debrecen   | Russia (25)             | Ucraina (22,5)    | Inghilterra (21,5)    |
| 5-15 maggio 1997                 | Pola       | Inghilterra (22,5)      | Russia (22,5)     | Armenia (22)          |
| 27 novembre - 8 dicembre 1999    | Batumi     | Armenia (22,5)          | Ungheria (22)     | Germania (21)         |
| 5-16 novembre 2001[4]            | León       | Paesi Bassi (24,5)      | Francia (23)      | Germania (22)         |
| 11-20 ottobre 2003[5]            | Plovdiv    | Russia (17)             | Israele (15)      | Georgia (13)          |
| 30 luglio - 7 agosto 2005[6]     | Göteborg   | Paesi Bassi (15)        | Israele (14)      | Francia (13)          |
| 27 ottobre - 7 novembre 2007[7]  | Creta      | Russia (17)             | Armenia (14)      | Azerbaigian (13)      |
| 21-31 ottobre 2009[8]            | Novi Sad   | Azerbaigian (15)        | Russia (14)       | Ucraina (13)          |
| 3-11 novembre 2011[9]            | Sitonia    | Germania (15)           | Azerbaigian (14)  | Ungheria (13)         |
| 7-17 novembre 2013[10]           | Varsavia   | Azerbaigian (14)        | Francia (13)      | Russia (13)           |
| 12-22 novembre 2015[11]          | Reykjavík  | Russia (15)             | Armenia (13)      | Ungheria (13)         |
| 27 ottobre - 7 novembre 2017[12] | Creta      | Azerbaigian (14)        | Russia (14)       | Ucraina (13)          |
| 24 ottobre - 3 novembre 2019[13] | Batumi     | Russia (15)             | Ucraina (14)      | Inghilterra (14)      |
| 12-21 novembre 2021[14]          | Brežice    | Ucraina (14)            | Francia (14)      | Polonia (13)          |
| 11-20 novembre 2023[15]          | Budua      | Serbia (15)             | Germania (15)     | Armenia (13)          |

### Torneo femminile
| Data                             | Sede      | Squadra vincitrice | Secondo posto            | Terzo posto        |
| -------------------------------- | --------- | ------------------ | ------------------------ | ------------------ |
| 20-30 novembre 1992              | Debrecen  | Ucraina (13,5)     | Georgia (13)             | Azerbaigian (12,5) |
| 5-15 maggio 1997                 | Pola      | Georgia (13)       | Romania (12)             | Inghilterra (12)   |
| 27 novembre - 8 dicembre 1999    | Batumi    | Slovacchia (12,5)  | Serbia e Montenegro (12) | Romania (12)       |
| 5-16 novembre 2001[4]            | León      | Francia (12,5      | Moldavia (12)            | Inghilterra (12)   |
| 11-20 ottobre 2003[5]            | Plovdiv   | Armenia (14)       | Ungheria (14)            | Russia (13)        |
| 30 luglio - 7 agosto 2005[6]     | Göteborg  | Polonia (15)       | Georgia (14)             | Russia (12)        |
| 27 ottobre - 7 novembre 2007[7]  | Creta     | Russia (17)        | Polonia (13)             | Armenia (13)       |
| 21-31 ottobre 2009[8]            | Novi Sad  | Russia (16)        | Georgia (16)             | Ucraina (12)       |
| 3-11 novembre 2011[9]            | Sitonia   | Russia (17)        | Polonia (14)             | Georgia (14)       |
| 7-17 novembre 2013[10]           | Varsavia  | Ucraina (15)       | Russia (14)              | Polonia (14)       |
| 12-22 novembre 2015[11]          | Reykjavík | Russia (17)        | Ucraina (15)             | Georgia (14)       |
| 27 ottobre - 7 novembre 2017[12] | Creta     | Russia (17)        | Georgia (14)             | Ucraina (13)       |
| 24 ottobre - 3 novembre 2019[16] | Batumi    | Russia (16)        | Georgia (15)             | Azerbaigian (14)   |
| 12-21 novembre 2021[17]          | Brežice   | Russia (18)        | Georgia (15)             | Azerbaigian (12)   |
| 11-20 novembre 2023[18]          | Budua     | Bulgaria (16)      | Azerbaigian (15)         | Francia (12)       |